# Castello di Massafra
Das Castello di Massafra ist eine Festung im Ortsteil Lo Pizzo gegenüber der San-Marco-Kluft im historischen Zentrum der Stadt Massafra in der italienischen Region Apulien.

## Geschichte
Die ersten sicheren Aufzeichnungen einer Burg stammen aus dem Jahr 970. In einem Diplom von 1081 weist die Burg als Eigentum von Richard vom Prinzipat aus. Mit der Herrschaft des Hauses Anjou erhielt sie das Erscheinungsbild einer Festung mit Bastionen und Türmen mit Zinnen. Unter dem Haus Aragón wurden letzte Umbauten durchgeführt und im 18. Jahrhundert ließ die Familie Imperiali den achteckigen Turm und die Fassade zur Kluft hin unter der Bauleitung des Architekten Mauro Manieri aus Lecce rekonstruieren. Die Festung ging durch mehrere Hände und schließlich kaufte die Stadt Massafra die Anlage.

## Beschreibung
Der Aufbau der Anlage und die architektonischen Motive ähneln denen anderer Festungen in Apulien. Sie hat vier Türme im Karree, die durch Kurtinen verbunden sind. Die älteren Türme sind Rundtürme, wogegen der Südostturm achteckig ist.
Der Haupteingang von der Via La Terra aus führt durch ein weites Portal, durch das man in den Innenhof kommt, in dessen Mitte ein Brunnen steht und eine Rampe liegt, die zur Zugbrücke führt, von der heute noch die Rollen sichtbar sind. Über eine Ehrentreppe gelangt man in die Räume des herrschaftlichen Wohngebäudes. Es gibt Räume für unterschiedliche Zwecke: einen Pferdestall, Scheunen, ein Zeughaus, Gefängnisse (in Verbindung mit dem Turm an der ‚‘Via La Terra‘‘ und dem achteckigen Turm), Läger, Eishäuser und Pechhäuser (in denen das Pech für die Maschikulis aufbewahrt wurde). Es gibt auch eine Kapelle, die dem Heiligen Lorenz geweiht ist. Nach Volkssagen sollen Geheimgänge und eine Galerie, die die Festung mit dem Meer verbinden, existieren.
In den letzten Jahren wurden verschiedene Restaurierungsarbeiten an der Anlage durchgeführt. 1965 wurde der Südwestturm repariert, der eingestürzt war, und 1975 die Brüstung, die gebrochen war. Um 2000 wurde der Ostturm restauriert und der Platz vor der Festung neu arrangiert; die Arbeiten wurden u. a. vom Architekten Francesco Coratella geleitet. Darüber hinaus baute man einen modernen Lift ein. Die Räume der Festung dienen als Stadtbibliothek und als „Historisch-archäologisches Museum der Stadt des Öls und des Weines“.

## Sonstiges
2007 wurde die Festung als Symbol der Stadt auf einer Briefmarke zu Ehren von Massafro verewigt, die am 13. April herauskam.
Seit dem 23. März 2014 beherbergen einige Bewohner der Festung mit der Erlaubnis der Stadtverwaltung von Massafra den sozialen Sitz der Provinzialdelegation Tarent des Istituto Nazionale per la Guardia d’onore alle Reali Tombe del Pantheon, benannt nach und gewidmet der Erinnerung an Maresciallo C. C. Carlo de Trizio, der am 27. April in Nasiriya im Irak gefallen war.